# Jerry Andrus
Jerry Andrus, född 28 januari 1918 i Sheridan, Wyoming, död 26 augusti 2007 i Albany, Oregon, var en världskänd amerikansk magiker och författare känd för sin fingerfärdighet, mikromagi och sina originella optiska illusioner, så som den så kallade "Linkin Pins".

## Barn- och ungdomsår
Andrus föddes den 28 januari 1918 i Sheridan, Wyoming. Vid 10 års ålder flyttade han till Albany i Oregon, där han levde fram till sin död år 2007. Vid 12 års ålder fattade Andrus intresse för illusionism när han såg en föreställning av en reformerad ”spiritist”. Han gick med International Society of Junior Magicians när han var 16 och vid 40 års ålder kallades han ”magikers magiker”. Enligt en gammal vän, Ray Hyman, var Jerrys mor en fundamentalistiskt troende kristen och hans far dog när Jerry var ung. Jerry blev en skeptiker runt 12 års ålder. Hans mellanstadieskola hade förlorat en basketmatch mot en rivaliserande skola och studenterna skyllde på dåliga beslut från domarnas sida. Det slog då honom att den andra skolan antagligen hade sagt samma sak om de hade förlorat. Från denna stund och framåt började Jerry ifrågasätta övertygelser och annat som han tidigare tog för givet.

## Magi
Andrus var en självlärd magiker som föredrog att utveckla sin egen stil snarare än att lära sig yrket av andra magiker på ett mer traditionellt sätt. Han kom så småningom att bli en av de bästa och mest inflytelserika "close-up"-magiker någonsin. Han var välkänd bland många samtida och välrenommerade magiker, så som Lance Burton, Doug Henning och Penn & Teller, för sin unika form av mikromagi och fingerfärdighet. Bland internationella kortmagiker var han känd för sitt "Master Move", ett klassiskt knep av fingerfärdighet där "passningen" görs utan "falska rörelser".  
Andrus var en av de tidiga medlemmarna av "The Magic Castle" i Hollywood, Kalifornien, där han uppträdde vart annat år ända fram tills strax före sin död. "Med över 5000 medlemmar hos Magic Castle... är denna gentlemannens medlemskap #306; han har varit med ändå från början."

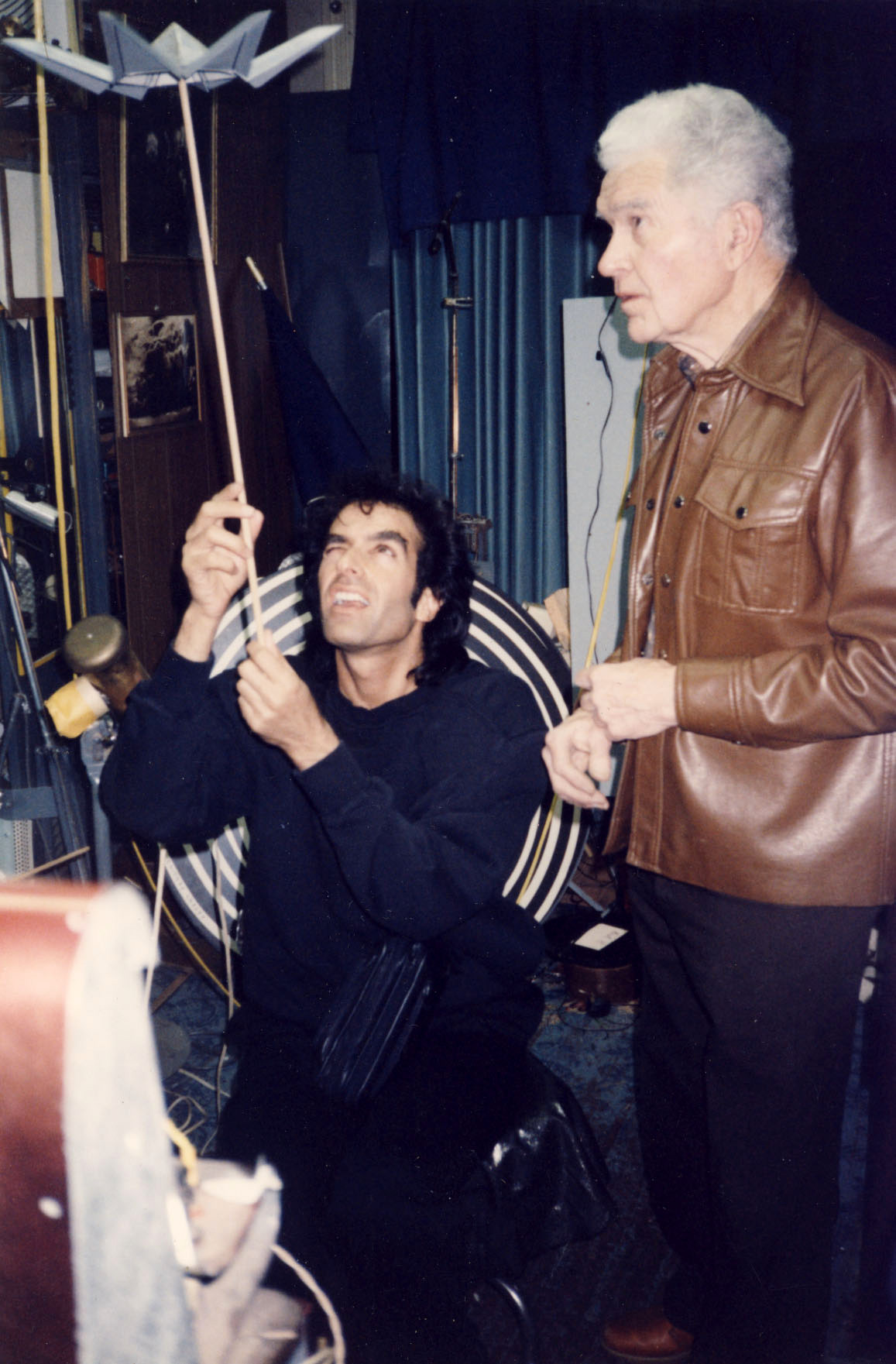
David Copperfield hälsar på Andrus i hans hem, "Castle of Chaos"

## Illusioner
Ray Hyman tror att det var han som fick Andrus intresserad av optiska illusioner. Hyman visade honom Mach-Eden-illusionen med hjälp av ett kartotekskort. Andrus verkade inte intresserad just då, men ett tag senare visade han att han hade förbättrat illusion genom att skapa en illusion av ett hus.

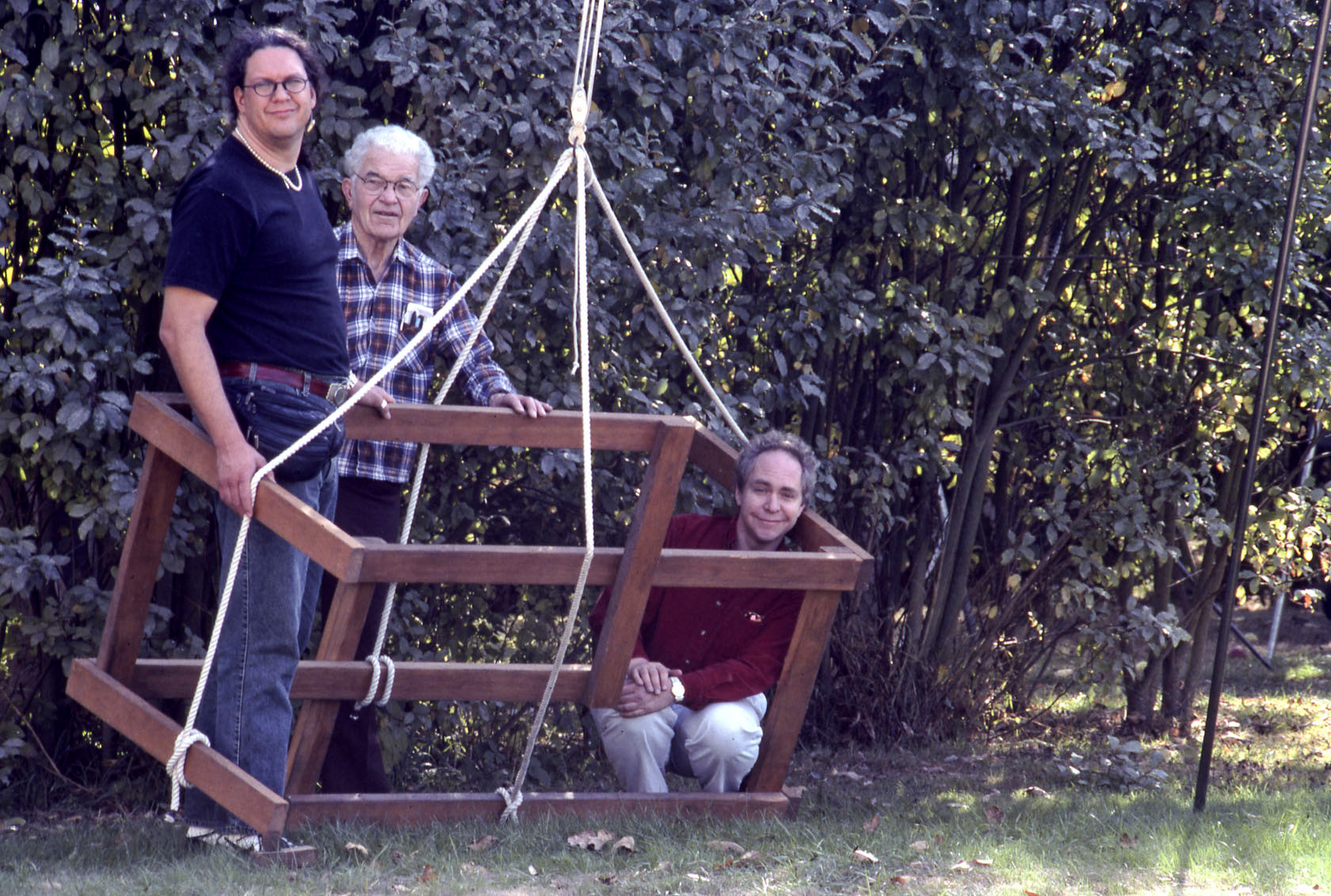
Penn & Teller besöker Castle of Chaos

Under sitt tal vid Skeptic's Toolbox om vikten att förstå optiska illusioner sa Andrus “Poängen med att demonstrera illusioner är inte bara att visa att vi kan bli lurade… snarare är det för att uppskatta att den mänskliga hjärnan faktiskt fungerar korrekt… vi ser en parkerad bil på gatan och antar att den del av bilen vi inte ser är där också; våra hjärnor måste göra detta så att vi kan förstå vår värld.”
1954 skapade Andrus den berömda “linking pins”-illusionen, en illusion där stängda säkerhetsnålar hastigt länkas tillsammans, två och två, tre och tre och i kedjor.

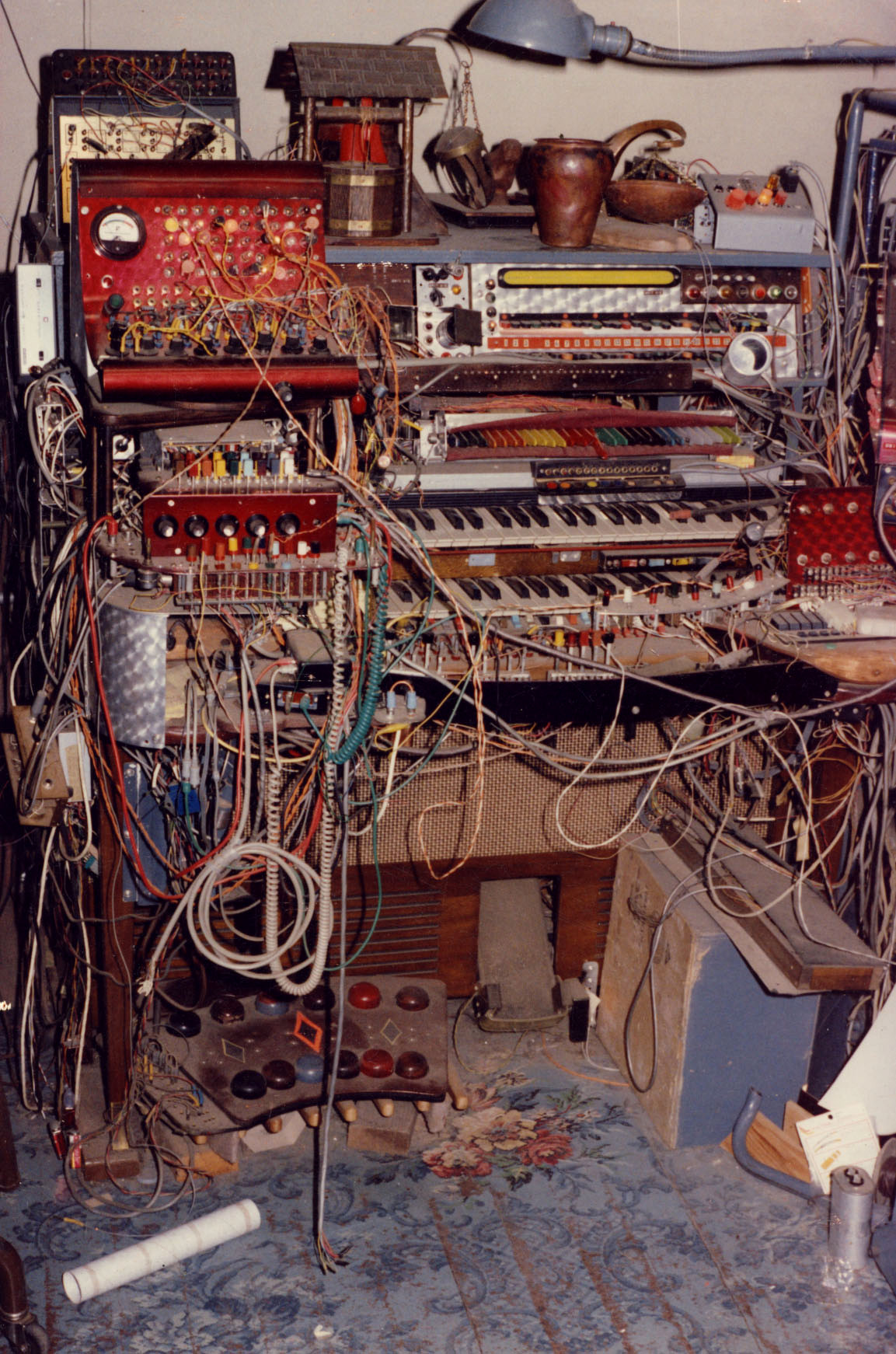
Jerry Andrus' orgel

Inbjuden av sin långvariga vän och magikerkollega Ray Hyman, tog Andrus med många av sina optiska illusioner till den årliga Skeptic’s toolbox som hålls augusti i Oregons universitets campus. Två av Andrus mer populära illusioner, ”den omöjliga lådan” och ”Oregon vortex plank illusionen” är förklarade i denna Skeptical Inquirer Skeptical Inquirer-artikel.
Under de sista månaderna innan sin död fortsatte Andrus att skapa illusioner. Hans verktyg var vanliga hushållsartiklar: metallfjädrar, rep, kablage, wellpapp, träplankor och stålstänger. Många av hans illusioner finns att skåda på internet och många har redan utvecklat hans innovationer.

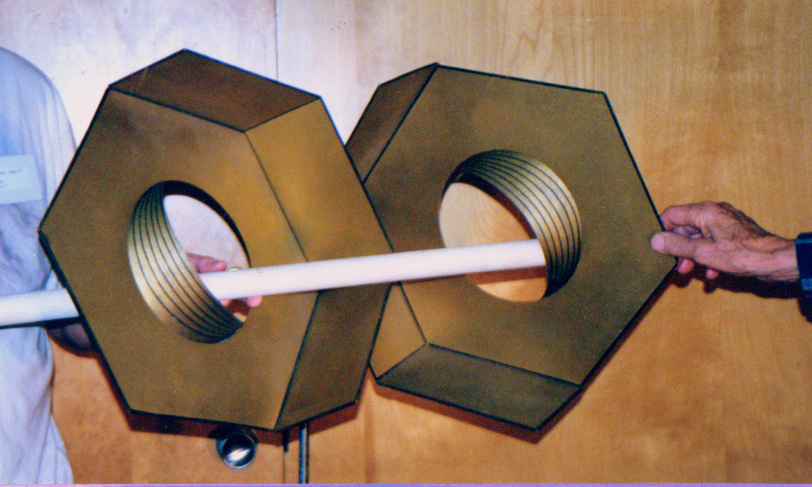
Nut & Bolt illusion, uppfunnen av Jerry Andrus - Skeptic Toolbox, 2001

## Skepticism
Andrus var en hängiven vetenskaplig skeptiker och agnostiker som ofta föreläste på vetenskapliga och skeptiska konferenser där han använde sina optiska illusioner och sina magiska tricks för att demonstrera hur lätt det är för hjärnan att bli lurad av det som uppfattas genom ögonen. Han talade om en form av kognitionsvetenskap som förklarar hur hjärnan på ett omedvetet plan kan bli lurad av till synes vanliga sinnesintryck. "Det finns många människor som tror på det paranormala... när det kommer till objektiv evidens, tror jag inte att det finns något." 
Andrus och Ray Hyman gjorde ett framträdande på en kanadensisk TV-show 1975 där de förklarade och demonstrerade de "paranormala" tricks som Uri Geller hade visat för programledaren Dick Klinger en vecka tidigare. Klinger frågade, "Har Uri Geller några övernaturliga förmågor?", varpå Andrus helt enkelt svarade, "Nej".

## Castle of Chaos
Andrus kallade sitt hem i Albany, Oregon för "Castle of Chaos" (Kaosslottet), vilket anspelade på de diverse föremål han hade samlat genom åren i förhoppning om att kunna använda dem för att "bygga någonting spektakulärt." I slottet tänkte han ut och skapade sina illusioner. Han organiserade ofta evenemang och guidade turer för magiker och fans, och år 1982 hälsade magikerorganisationen M-U-M på: "Tillställningen berikades med guidade turer i Castle of Chaos av vår värd, Jerry, och jag kan med glädje rapportera att de flesta av oss som deltog i turerna återvände säkert. Några saknas fortfarande, men de är inte så viktiga. Jerry Andrus var en ytterst sympatisk värd. En gång skrattade han nästan, men han kom på sig själv i sista ögonblicket." Tv-stationen Omni besökte hans hem för tv-programmet The New Frontier, som presenterades av Peter Ustinov. Programmet visade Andrus när han spelade på orgeln han uppfann, vars tangenter tände och släckte ljus i hela huset när man tryckte på dem .
År 1996 visade Jerry Andrus upp några av sina uppfinningar i sitt hem i episod 77 av Bill Nye the Science Guy.
I oktober 2011 upptogs Jerry Andrus hem, Castle of Chaos, i USA:s National Register of Historic Places.

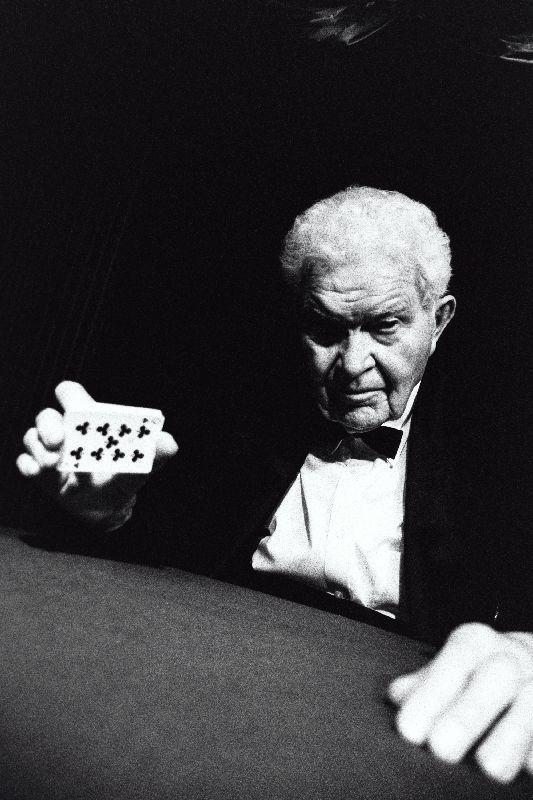
Andrus uppträder på The Magic Castle i Hollywood, Kalifornien

## Hyllningar till Jerry Andrus
När trollkarlen James Randi fick frågan när han hade träffat Jerry Andrus första gången, svarade Randi: “Det är svårt att säga, Jerry är en sådan karl jag tyckte mig alltid ha känt... Jag träffade honom i New York City i sällskap med Martin Gardner. Jerry var den mest ärlige mannen jag någonsin känt... han kunde inte ljuga om någonting... Han var ett geni, en bra man och, ja, jag saknar honom varje dag." I sitt sista telefonsamtal med Randi sa Andrus: "Jag har åkt till varje ställe jag någonsin velat åka, jag har mött alla jag velat möta... . Jag har aldrig gjort det här förut och man får ingen andra chans, sägs det. Jag observerar riktigt intressanta saker. Jag önskar att de inte matade mig med så mycket kemikalier, för jag vill gärna göra några anteckningar".
Citat från Andrus minnesceremoni.
När han tillfrågades om Andrus bidrag, sa Michael Shermer: "Hur lätt det är att lura folk... och det säger oss någonting om hur vår hjärna fungerar... illusionens psykologi och bedrägeri, som är viktigt".
Dai Vernon: "Jag har försökt att komma på lovord jag är bekant med, och jag tycker de är helt otillräckliga för att beskriva de många revolutionära idéer inkorporerade i Jerry Andrus' magi".
The Great Blackstone: "Får jag gratulera dig till den bästa close-up-magin jag någonsin sett"."
Eddie Clever: "Tack för att återuppliva Magin i magi".
Martin Gardner "Jag har aldrig iakttagit en close-up-magiker mera ihållande, som fullständigt gjorde mig paff. Jerry Andrus är ett unikum. Hans metoder är olika någon annan magikers... hans effekter måste ses för att inte tro på".
James Underdown intervjuar Skeptic's Toolbox fakultet, Lindsay Beyerstein, Ray Hyman och James Alcock om deras minnen av Andrus. De berättar flera minnen från konstiga matval till hans outtröttliga "tvångsmässiga ärlighet".

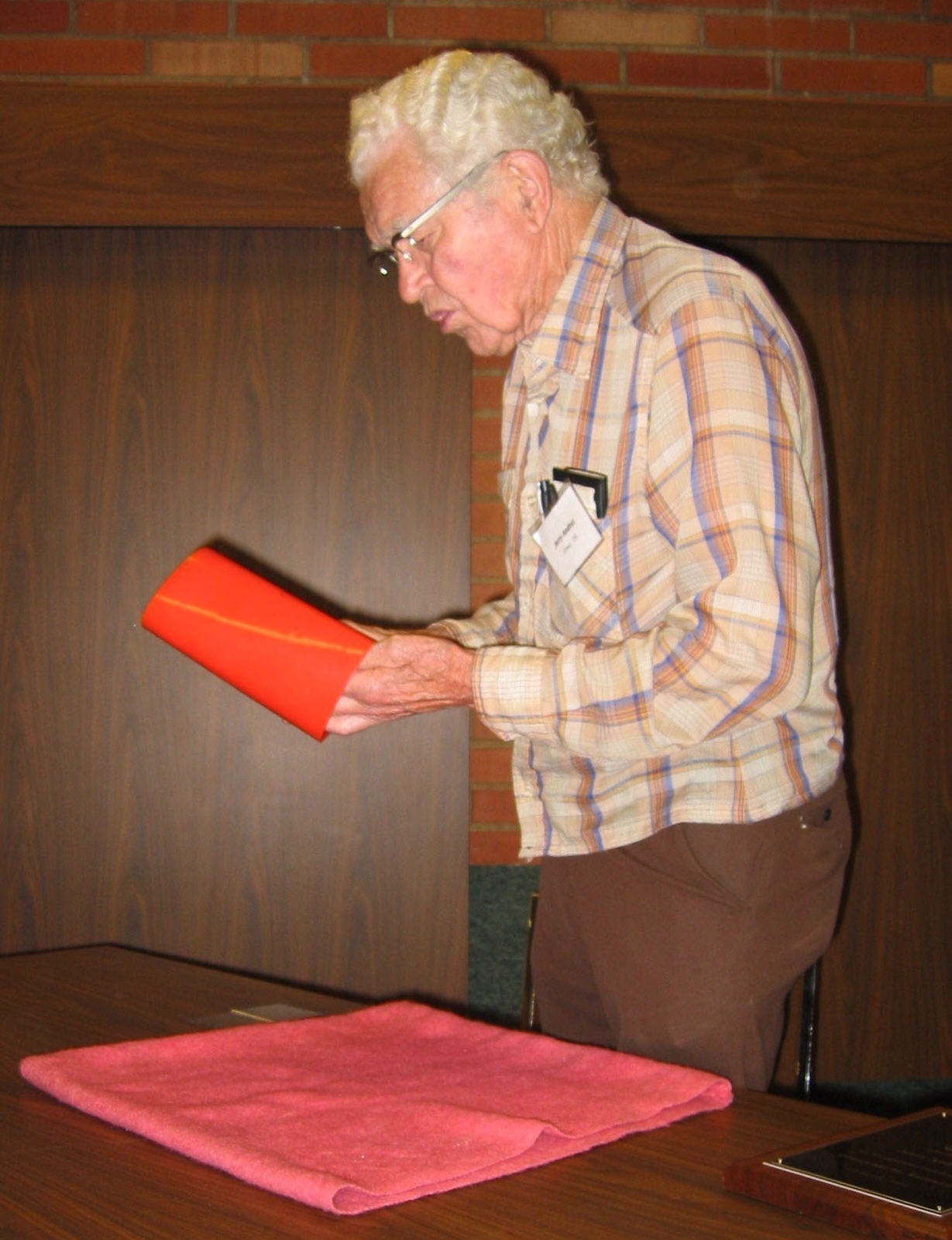
Jerry Andrus uppträder vid Skeptic’s Toolbox, 2004

## Citat
"Jag kan lura dig för att du är människa," sa Andrus. "Du har en underbar mänsklig hjärna som fungerar på samma sätt som min mänskliga hjärna. Oftast när vi luras har hjärnan gjort ett fel. Den har dragit fel slutsats av rätt anledning."
"Var och en av oss har en unik hjärna som möjligen är den mest häpnadsväckande saken i hela universum. Vad gör vi med det? De flesta av oss låter den bara ruttna."
"Eftersom jag inte anser att det finns någonting paranormalt, är det huvudanledningen till varför jag är så intresserad av tredimensionella optiska illusioner... Jag råkar vara agnostiker. Efter min död är jag död och borta... och jag tror att det här är det enda livet vi har. Jag hoppas att efter min död kan något av det jag har skrivit och gjort hjälpa människor att få en bättre syn på livet."
"Jag har sannerligen hört gryningen kalla mig... "
"Vi drar förhastade slutsatsar som bygger på våra tidigare erfarenheter och hur vi ser på saker och ting."
När han skulle ge en komplimang till mentalisten Max Maven för ett uppträdande: "Max, du har en riktigt fin röst."

## Lista över publikationer

### Böcker och föredragsreferat
- Andrus Deals You in (1956)
- Sleightly Miraculous (1961)
- Special Magic (föredragsreferat för turné i Japan 1974) (1974)
- More Sleightly Slanted (föredragsreferat) (1977)
- Andrus Card Control (tillsammans med Ray Hyman) (2000)
- Kurious Kards and $5 Trix (2001)
- Safety Pin-Trix

## Media

### Dokumentärer
- A Thing of Wonder: The Mind & Matter of Jerry Andrus (2002)[37]
- Andrus: The Man, The Mind and the Magic (2008)[1]

### Jerry Andrus uppträder
- Table Act - 1960
- Zone Zero Illusion
- Jerry Andrus in Atlanta 1993 with illusions
- Close-up act at Magic Castle - 1998